# Martine Condé Ilboudo
Martine Condé Ilboudo, née en 1948, est une réalisatrice burkinabé.

## Biographie
Martine Condé Ilboudo est née à Saint-Alexis, Siguiri, Guinée. Elle est titulaire d'une maîtrise en communication obtenue à l'Université d'Ottawa . Après avoir étudié la communication, elle devient l'une des premières femmes à établir une entreprise de production au Burkina Faso.
Martine Condé Ilboudo est nommée au poste de Présidente du Conseil national de la communication (CNC) . En décembre 2017, elle est décorée par le gouvernement et devient Commandeur de l'ordre du mérite des arts, des lettres et de la communication.

## Filmographie
- 1992 : Siao 92
- 1993 : Jazz à Ouaga
- 1994 : Un cri dans le Sahel
- 1995 : Message des femmes pour Pékin
- 1998 : Être femme aujourd'hui
- 2000 : Moins percussions de Guinée